# Жанкиси Кошекулы
Жанкиси Кошекулы (каз. Жанкісі Көшекұлы) (1734, нынешний аул Маманай Жамбылского района Жамбылской области Казахстана — 1817, там же) — казахский акын, батыр.
Происходит из племени Ашамайлы рода Керей Среднего жуза. Один из 14 сыновей Кошек-батыра.
Учился в Аканском, затем Бухарском медресе. С 10 лет сочинял песни, пел, играл на домбре, сыбызгы.
С 1752 по 1758 годы принимал участие в казахско-джунгарской войне, где отличился храбростью. В 1759 году участвовал в сражении с туркменами за Мангыстау.
Большинство произведений Жанкиси не дошло до наших дней. Однако сохранились отрывки дастанов «Керей», «Керей Бердикожа батыр» и «Борибай-батыр», жоктау (плачи) по Кажигали-батыру и Богенбаю Маянбайулы, отрывки эпоса «Баксары-батыр».